# Agostino Nardella

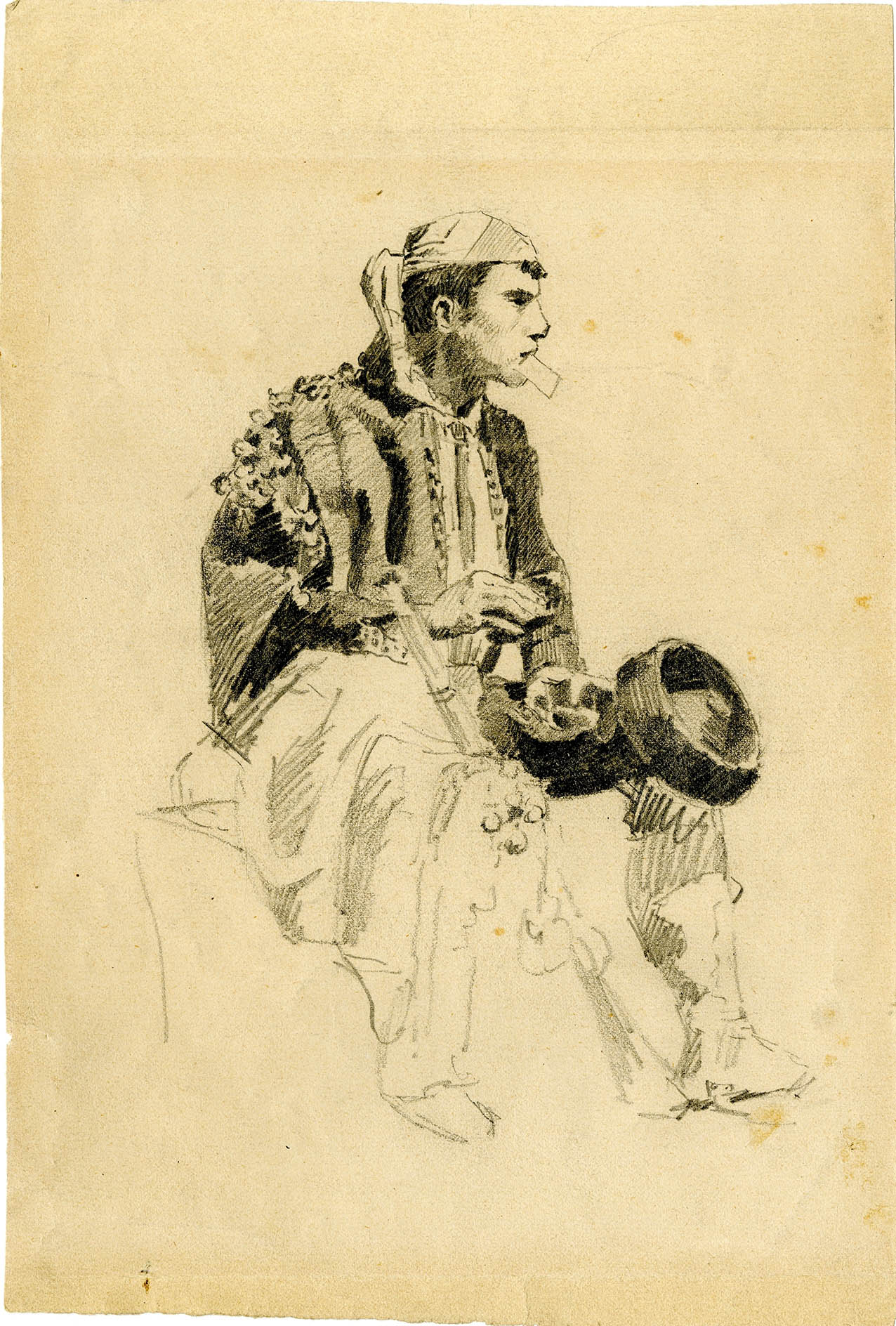
Agostino Nardella

Agostino Nardella (San Marco in Lamis, 22 luglio 1815 – Rignano Garganico, 4 giugno 1861) è stato un brigante italiano.

## Biografia
Agostino Nardella nacque nel 1815 a San Marco in Lamis da padre italiano e madre albanese, fu il primo di cinque fratelli. 

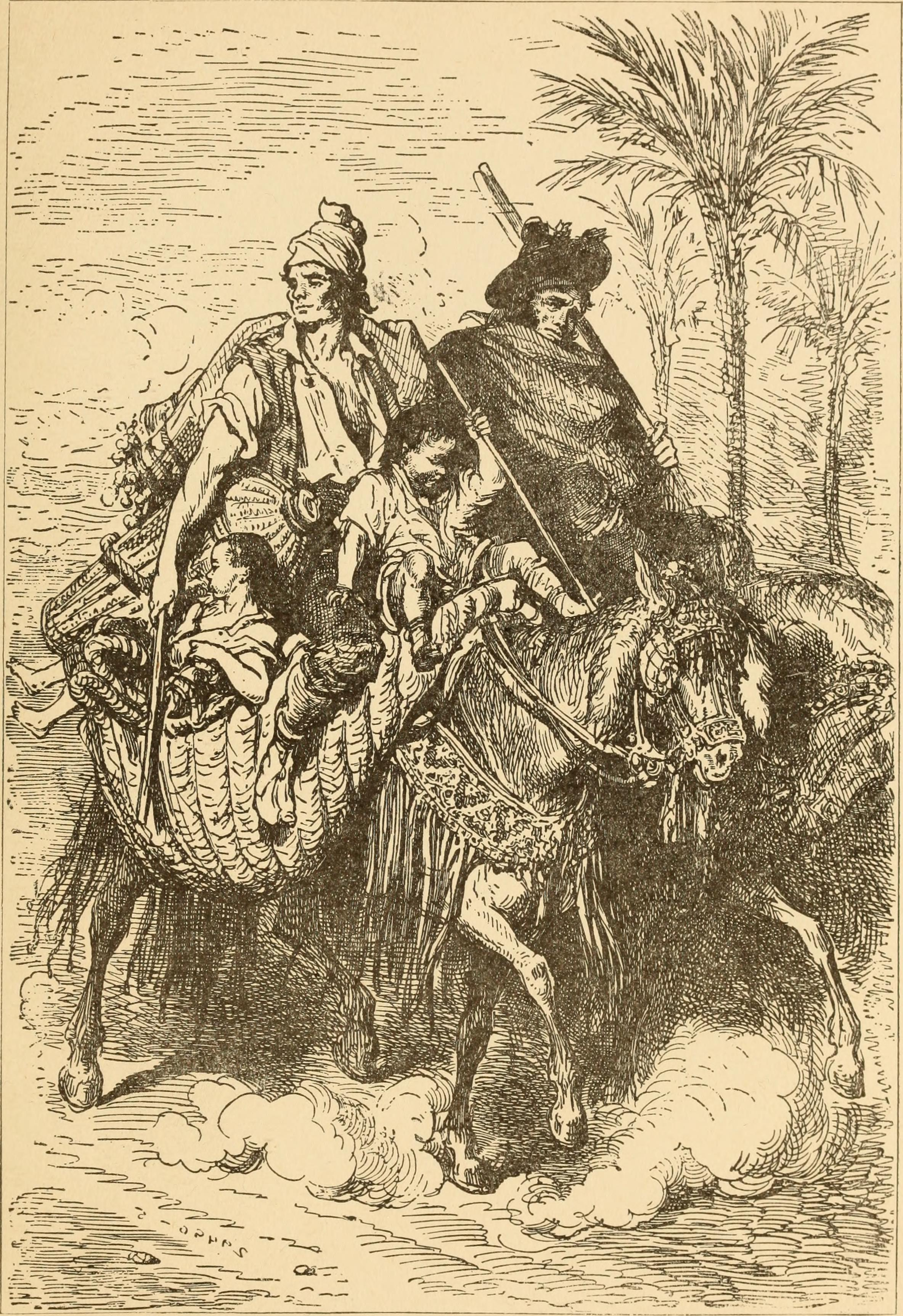
Rappresentazione della Famiglia di Agostino

Agostino era di umili origini, figlio di contadini, da giovanissimo si arruolò nell’esercito borbonico. Nel periodo che va dal 1845 al 1848 ci sono notizie dove si parla di estorsioni e razzie di bestiame compiute da numerosi individui, tra cui Nardella, in tutta la provincia della Capitanata. Nel 1860 in seguito al plebiscito per l'annessione al regno d'Italia capeggiò diverse insurrezioni.
Agostino era soprannominato Potecaro ed aveva assunto il comando della banda per essersi distinto come leader sapendo, in diverse occasioni, evitare spargimenti di sangue. Nel 1861 Nardella guidò l'insurrezione di San Marco in Lamis e Rignano Garganico, dove il 4 giugno perse la vita durante gli scontri. Dopo la sua morte prese la guida della banda Antonio Angelo Del Sambro. Angelo e Matteo Nardella (fratelli di Agostino) che avevano partecipato all'insurrezione furono catturati nel 1862 e fucilati a San Marco in Lamis rispettivamente il 2 marzo e il 9 ottobre, mentre Vincenzo Nardella (il cugino) dopo una fuga durata due anni fu arrestato e fucilato a Sannicandro il 14 marzo 1863. Si salvarono solo gli altri 2 fratelli: uno scappò in Messico (dove d’altronde furono accolti numerosi briganti ed ex militari borbonici) e l’altro non partecipò agli scontri e quindi risultò "non imputabile".